# Llista de platges de la Costa Blanca
Llista de platges de la Costa Blanca, corresponents a les marques turístiques de la província d'Alacant que inclou a més de la Costa Blanca la marca Benidorm. S'inclouen les platges indicades en el catàleg i guia del Ministeri d'Agricultura, Alimentació i Medi Ambient.
Les platges estan ordenades seguint el litoral de nord a sud, des de Dénia (Marina Alta) fins al Pilar de la Foradada (Baix Segura). S'indiquen amb una icona les platges amb el distintiu de Bandera Blava en la temporada del 2014.
| Nom                                                                    | Sòl i entorn                     | Longitud x amplada (m) | Localització                                                                                               | Codi      | Imatge |
| ---------------------------------------------------------------------- | -------------------------------- | ---------------------- | --- | --------- | --- |
| Platja de les Deveses                                                  | Sorra, semiurbà                  | 2.800 x 30             | Dénia (Marina Alta) 38° 52′ 32″ N, 0° 01′ 18″ O / 38.87553°N,0.02157°O                                     | PL-1304   | {{ca\|Platja de les Deveses (Dénia)}} · {{WLE-AD-ES\|PL-1304}} · {{Object location dec\|38.87553\|-0.02157\|region:ES-VC_type:landmark_dim:2800_source:cawiki}} · [[Categoria:Platja de les Deveses (Dénia)]]                                  |
| Sorts de Mar                                                           | Grava i sorra, semiurbà          | 1.700 x 40             | Dénia (Marina Alta) 38° 52′ 03″ N, 0° 00′ 06″ E / 38.86743°N,0.00163°E                                     | PL-1303   | {{ca\|Sorts de Mar (Dénia)}} · {{WLE-AD-ES\|PL-1303}} · {{Object location dec\|38.86743\|0.00163\|region:ES-VC_type:landmark_dim:1700_source:cawiki}} · [[Categoria:Beaches of the province of Alicante]]                                      |
| Platja de l'Almadrava                                                  | Sorra, urbà                      | 900 x 30               | Dénia (Marina Alta) 38° 51′ 37″ N, 0° 02′ 00″ E / 38.86022°N,0.03342°E                                     | PL-1302   | {{ca\|Platja de l'Almadrava (Dénia)}} · {{WLE-AD-ES\|PL-1302}} · {{Object location dec\|38.86022\|0.03342\|region:ES-VC_type:landmark_dim:900_source:cawiki}} · [[Categoria:Platja de l'Almadrava (Dénia)]]                                    |
| Punta de l'Estanyó o platja dels Molins                                | Sorra, semiurbà                  | 1.300 x 40             | Dénia (Marina Alta) 38° 51′ 36″ N, 0° 02′ 17″ E / 38.86011°N,0.03805°E                                     | PL-1301   | {{ca\|Punta de l'Estanyó (Dénia)}} · {{WLE-AD-ES\|PL-1301}} · {{Object location dec\|38.86011\|0.03805\|region:ES-VC_type:landmark_dim:1300_source:cawiki}} · [[Categoria:Platja dels Molins]]                                                 |
| Racó de l'Alberca                                                      | Grava i sorra, semiurbà          | 500 x 30               | Dénia (Marina Alta) 38° 51′ 36″ N, 0° 02′ 38″ E / 38.860086°N,0.043821°E                                   | PL-1300   | {{ca\|Racó de l'Alberca (Dénia)}} · {{WLE-AD-ES\|PL-1300}} · {{Object location dec\|38.860086\|0.043821\|region:ES-VC_type:landmark_dim:500_source:cawiki}} · [[Categoria:Beaches of the province of Alicante]]                                |
| Punta dels Molins                                                      | Sorra, semiurbà                  | 1.100 x 35             | Dénia (Marina Alta) 38° 51′ 48″ N, 0° 03′ 05″ E / 38.86328°N,0.051434°E                                    | PL-1299   | {{ca\|Punta dels Molins (Dénia)}} · {{WLE-AD-ES\|PL-1299}} · {{Object location dec\|38.86328\|0.051434\|region:ES-VC_type:landmark_dim:1100_source:cawiki}} · [[Categoria:Beaches of the province of Alicante]]                                |
| Platja de les Bovetes                                                  | Sorra, semiurbà                  | 700 x 30               | Dénia (Marina Alta) 38° 51′ 39″ N, 0° 03′ 41″ E / 38.86078°N,0.06134°E                                     | PL-1298   | {{ca\|Platja de les Bovetes (Dénia)}} · {{WLE-AD-ES\|PL-1298}} · {{Object location dec\|38.86078\|0.06134\|region:ES-VC_type:landmark_dim:700_source:cawiki}} · [[Categoria:Beaches of the province of Alicante]]                              |
| Platja de les Marines                                                  | Sorra, urbà                      | 1.900 x 30             | Dénia (Marina Alta) 38° 51′ 17″ N, 0° 05′ 14″ E / 38.85484°N,0.08726°E                                     | PL-1297   | {{ca\|Platja de les Marines (Dénia)}} · {{WLE-AD-ES\|PL-1297}} · {{Object location dec\|38.85484\|0.08726\|region:ES-VC_type:landmark_dim:1900_source:cawiki}} · [[Categoria:Platja de les Marines]]                                           |
| Platja Punta del Raset, platja Nova o platja del Cagarritar            | Sorra, urbà                      | 1.100 x 80             | Dénia (Marina Alta) 38° 50′ 52″ N, 0° 06′ 18″ E / 38.8479°N,0.1049°E                                       | PL-1296   | {{ca\|Platja Punta del Raset (Dénia)}} · {{WLE-AD-ES\|PL-1296}} · {{Object location dec\|38.8479\|0.1049\|region:ES-VC_type:landmark_dim:1100_source:cawiki}} · [[Categoria:Beaches of the province of Alicante]]                              |
| Platja de la Marineta Cassiana                                         | Sorra, semiurbà                  | 400 x 30               | Dénia (Marina Alta) 38° 49′ 59″ N, 0° 07′ 32″ E / 38.83304°N,0.12565°E                                     | PL-1295   | {{ca\|Platja de la Marineta Cassiana (Dénia)}} · {{WLE-AD-ES\|PL-1295}} · {{Object location dec\|38.83304\|0.12565\|region:ES-VC_type:landmark_dim:400_source:cawiki}} · [[Categoria:Platja de la Marineta Cassiana]]                          |
| Platja del Marge Roig                                                  | Sorra, semiurbà                  | 300 x 20               | Dénia (Marina Alta) 38° 50′ 00″ N, 0° 07′ 54″ E / 38.83333°N,0.13167°E                                     | PL-1294   | {{ca\|Platja del Marge Roig (Dénia)}} · {{WLE-AD-ES\|PL-1294}} · {{Object location dec\|38.83333\|0.13167\|region:ES-VC_type:landmark_dim:300_source:cawiki}} · [[Categoria:Beaches of the province of Alicante]]                              |
| Platja de les Rotes, cala de Punta Negra i Racó del Gosset             | Roques i grava, semiurbà         | 3.200 x 20             | Dénia (Marina Alta) 38° 49′ 42″ N, 0° 09′ 00″ E / 38.82822°N,0.15005°E                                     | PL-1293   | {{ca\|Platja de les Rotes (Dénia)}} · {{WLE-AD-ES\|PL-1293}} · {{Object location dec\|38.82822\|0.15005\|region:ES-VC_type:landmark_dim:3200_source:cawiki}} · [[Categoria:Beaches of the province of Alicante]]                               |
| Cala de l'Aiguadolç                                                    | Cudols i grava, aïllat           | 80 x 10                | Dénia (Marina Alta) 38° 49′ 14″ N, 0° 09′ 38″ E / 38.820681°N,0.160476°E                                   | PL-1292   | {{ca\|Cala de l'Aiguadolç (Dénia)}} · {{WLE-AD-ES\|PL-1292}} · {{Object location dec\|38.820681\|0.160476\|region:ES-VC_type:landmark_dim:100_source:cawiki}} · [[Categoria:Beaches of the province of Alicante]]                              |
| Platgeta del Pope o Tangó                                              | Grava, semiurbà                  | 50 x 5                 | Xàbia (Marina Alta) 38° 47′ 59″ N, 0° 11′ 24″ E / 38.799630°N,0.190041°E                                   | PL-1344   | {{ca\|Platgeta del Pope (Xàbia)}} · {{WLE-AD-ES\|PL-1344}} · {{Object location dec\|38.799630\|0.190041\|region:ES-VC_type:landmark_dim:50_source:cawiki}} · [[Categoria:Beaches of the province of Alicante]]                                 |
| Platja de la Grava o el Garroferet                                     | Roques i grava, urbà             | 500 x 16               | Xàbia (Marina Alta) 38° 47′ 43″ N, 0° 10′ 58″ E / 38.79532°N,0.18273°E                                     | PL-1343   | {{ca\|Platja de la Grava (Xàbia)}} · {{WLE-AD-ES\|PL-1343}} · {{Object location dec\|38.79532\|0.18273\|region:ES-VC_type:landmark_dim:500_source:cawiki}} · [[Categoria:Platja de la Grava]]                                                  |
| Platja del Muntanyar I o Primer Muntanyar                              | Roques i grava, urbà             | 1.900 x 30             | Xàbia (Marina Alta) 38° 47′ 13″ N, 0° 10′ 59″ E / 38.78694°N,0.18311°E                                     | PL-1342   | {{ca\|Platja del Muntanyar I (Xàbia)}} · {{WLE-AD-ES\|PL-1342}} · {{Object location dec\|38.78694\|0.18311\|region:ES-VC_type:landmark_dim:1900_source:cawiki}} · [[Categoria:Primer Muntanyar]]                                               |
| Platja de l'Arenal                                                     | Sorra, urbà                      | 550 x 80               | Xàbia (Marina Alta) 38° 46′ 22″ N, 0° 11′ 24″ E / 38.7728°N,0.1901°E                                       | PL-1341   | {{ca\|Platja de l'Arenal (Xàbia)}} · {{WLE-AD-ES\|PL-1341}} · {{Object location dec\|38.7728\|0.1901\|region:ES-VC_type:landmark_dim:550_source:cawiki}} · [[Categoria:Platja de l'Arenal]]                                                    |
| Platja del Muntanyar II o Segon Muntanyar                              | Roques, urbà                     | 1.500 x 50             | Xàbia (Marina Alta) 38° 46′ 07″ N, 0° 11′ 57″ E / 38.76868°N,0.19919°E                                     | PL-1340   | {{ca\|Platja del Muntanyar II (Xàbia)}} · {{WLE-AD-ES\|PL-1340}} · {{Object location dec\|38.76868\|0.19919\|region:ES-VC_type:landmark_dim:1500_source:cawiki}} · [[Categoria:Segon Muntanyar]]                                               |
| Cala Blanca i platja de Cala Blanca, o Caleta de Fora i Caleta de Dins | Cudols i roques, semiurbà        | 300 x 6                | Xàbia (Marina Alta) 38° 45′ 39″ N, 0° 12′ 32″ E / 38.76093°N,0.20880°E                                     | PL-1339   | {{ca\|Cala Blanca (Xàbia)}} · {{WLE-AD-ES\|PL-1339}} · {{Object location dec\|38.76093\|0.20880\|region:ES-VC_type:landmark_dim:500_source:cawiki}} · [[Categoria:Cala Blanca (Xàbia)]]                                                        |
| Cala Sardinera, Cap de Martó o l'Almadrava                             | Cudols i grava, aïllat           | 450 x 8                | Xàbia (Marina Alta) 38° 45′ 36″ N, 0° 13′ 12″ E / 38.75996°N,0.22009°E                                     | PL-1338   | {{ca\|Cala Sardinera (Xàbia)}} · {{WLE-AD-ES\|PL-1338}} · {{Object location dec\|38.75996\|0.22009\|region:ES-VC_type:landmark_dim:500_source:cawiki}} · [[Categoria:Cala Sardinera]]                                                          |
| Platja de la Barraca o del Portitxol                                   | Cudols i grava, semiurbà         | 600 x 12               | Xàbia (Marina Alta) 38° 45′ 09″ N, 0° 13′ 26″ E / 38.75251°N,0.22394°E                                     | PL-1337   | {{ca\|Platja de la Barraca (Xàbia)}} · {{WLE-AD-ES\|PL-1337}} · {{Object location dec\|38.75251\|0.22394\|region:ES-VC_type:landmark_dim:600_source:cawiki}} · [[Categoria:Platja de la Barraca]]                                              |
| Cala de la Barra                                                       | Roques, aïllat                   | 100 x 2                | Xàbia (Marina Alta) 38° 43′ 56″ N, 0° 13′ 33″ E / 38.732352°N,0.225799°E                                   | PL-1336   | {{ca\|Cala de la Barra (Xàbia)}} · {{WLE-AD-ES\|PL-1336}} · {{Object location dec\|38.732352\|0.225799\|region:ES-VC_type:landmark_dim:100_source:cawiki}} · [[Categoria:Beaches of the province of Alicante]]                                 |
| Cala d'Ambolo                                                          | Cudols i grava, semiurbà         | 150 x 15               | Xàbia (Marina Alta) 38° 43′ 49″ N, 0° 13′ 05″ E / 38.73018°N,0.21808°E                                     | PL-1335   | {{ca\|Cala d'Ambolo (Xàbia)}} · {{WLE-AD-ES\|PL-1335}} · {{Object location dec\|38.73018\|0.21808\|region:ES-VC_type:landmark_dim:150_source:cawiki}} · [[Categoria:Cala d'Ambolo]]                                                            |
| Cala de la Granadella                                                  | Roques i grava, semiurbà         | 200 x 20               | Xàbia (Marina Alta) 38° 43′ 46″ N, 0° 11′ 49″ E / 38.72952°N,0.19692°E                                     | PL-1334   | {{ca\|Cala de la Granadella (Xàbia)}} · {{WLE-AD-ES\|PL-1334}} · {{Object location dec\|38.72952\|0.19692\|region:ES-VC_type:landmark_dim:200_source:cawiki}} · [[Categoria:Cala de la Granadella]]                                            |
| Cala dels Testos                                                       | Grava, aïllat                    | 100 x 60               | El Poble Nou de Benitatxell (Marina Alta) 38° 42′ 43″ N, 0° 10′ 17″ E / 38.71191°N,0.17127°E               | PL-1277   | {{ca\|Cala dels Testos (el Poble Nou de Benitatxell)}} · {{WLE-AD-ES\|PL-1277}} · {{Object location dec\|38.71191\|0.17127\|region:ES-VC_type:landmark_dim:100_source:cawiki}} · [[Categoria:Cala dels Testos]]                                |
| Cala del Moraig                                                        | Grava, aïllat                    | 250 x 40               | El Poble Nou de Benitatxell (Marina Alta) 38° 42′ 35″ N, 0° 10′ 00″ E / 38.70976°N,0.16672°E               | PL-1276   | {{ca\|Cala del Moraig (el Poble Nou de Benitatxell)}} · {{WLE-AD-ES\|PL-1276}} · {{Object location dec\|38.70976\|0.16672\|region:ES-VC_type:landmark_dim:250_source:cawiki}} · [[Categoria:Cala del Moraig]]                                  |
| Platja de Llebeig                                                      | Grava, aïllat                    | 100 x 10               | El Poble Nou de Benitatxell i Teulada (Marina Alta) 38° 41′ 54″ N, 0° 09′ 21″ E / 38.69830°N,0.15582°E     | PL-1275   | {{ca\|Platja de Llebeig (el Poble Nou de Benitatxell i Teulada)}} · {{WLE-AD-ES\|PL-1275}} · {{Object location dec\|38.69830\|0.15582\|region:ES-VC_type:landmark_dim:100_source:cawiki}} · [[Categoria:Cala de Llebeig]]                      |
| Platja del Portet                                                      | Sorra, urbà                      | 280 x 10               | Teulada Moraira (Marina Alta) 38° 41′ 15″ N, 0° 08′ 46″ E / 38.68757°N,0.14623°E                           | PL-1380   | {{ca\|Platja del Portet (Teulada)}} · {{WLE-AD-ES\|PL-1380}} · {{Object location dec\|38.68757\|0.14623\|region:ES-VC_type:landmark_dim:280_source:cawiki}} · [[Categoria:Platja del Portet]]                                                  |
| Platja de l'Ampolla                                                    | Sorra, urbà                      | 250 x 30               | Teulada Moraira (Marina Alta) 38° 41′ 14″ N, 0° 07′ 49″ E / 38.68709°N,0.13029°E                           | PL-1379   | {{ca\|Platja de l'Ampolla (Teulada)}} · {{WLE-AD-ES\|PL-1379}} · {{Object location dec\|38.68709\|0.13029\|region:ES-VC_type:landmark_dim:250_source:cawiki}} · [[Categoria:Platja de l'Ampolla]]                                              |
| Les Platgetes                                                          | Roques i sorra, semiurbà         | 170 x 20               | Teulada Moraira (Marina Alta) 38° 41′ 07″ N, 0° 07′ 35″ E / 38.68535°N,0.12652°E                           | PL-1378   | {{ca\|Les Platgetes (Teulada)}} · {{WLE-AD-ES\|PL-1378}} · {{Object location dec\|38.68535\|0.12652\|region:ES-VC_type:landmark_dim:170_source:cawiki}} · [[Categoria:Les Platgetes]]                                                          |
| Cala de l'Andragó                                                      | Cudols i grava, semiurbà         | 150 x 10               | Teulada Moraira (Marina Alta) 38° 40′ 50″ N, 0° 07′ 12″ E / 38.68042°N,0.11993°E                           | PL-1377   | {{ca\|Cala de l'Andragó (Teulada)}} · {{WLE-AD-ES\|PL-1377}} · {{Object location dec\|38.68042\|0.11993\|region:ES-VC_type:landmark_dim:150_source:cawiki}} · [[Categoria:Cala de l'Andragó]]                                                  |
| Cala del Baladrar i el Cantal Gros                                     | Roques i grava, aïllat           | 300 x 45               | Benissa (Marina Alta) 38° 40′ 27″ N, 0° 06′ 08″ E / 38.67420°N,0.10223°E                                   | PL-1274   | {{ca\|Cala del Baladrar (Benissa)}} · {{WLE-AD-ES\|PL-1274}} · {{Object location dec\|38.67420\|0.10223\|region:ES-VC_type:landmark_dim:300_source:cawiki}} · [[Categoria:Cala del Baladrar]]                                                  |
| Cala de l'Advocat                                                      | Cudols, roques i sorra, semiurbà | 170 x 6                | Benissa (Marina Alta) 38° 40′ 22″ N, 0° 05′ 56″ E / 38.672841°N,0.098857°E                                 | PL-1273   | {{ca\|Cala de l'Advocat (Benissa)}} · {{WLE-AD-ES\|PL-1273}} · {{Object location dec\|38.672841\|0.098857\|region:ES-VC_type:landmark_dim:170_source:cawiki}} · [[Categoria:Cala de l'Advocat]]                                                |
| Cala de la Llobella                                                    | Cudols, aïllat                   | 250 x 16               | Benissa (Marina Alta) 38° 40′ 11″ N, 0° 05′ 39″ E / 38.66976°N,0.09417°E                                   | PL-1272   | {{ca\|Cala de la Llobella (Benissa)}} · {{WLE-AD-ES\|PL-1272}} · {{Object location dec\|38.66976\|0.09417\|region:ES-VC_type:landmark_dim:250_source:cawiki}} · [[Categoria:Cala de la Llobella]]                                              |
| Cala dels Pinets                                                       | Roques i sorra, semiurbà         | 120 x 10               | Benissa (Marina Alta) 38° 39′ 58″ N, 0° 05′ 24″ E / 38.66623°N,0.09007°E                                   | PL-1271   | {{ca\|Cala dels Pinets (Benissa)}} · {{WLE-AD-ES\|PL-1271}} · {{Object location dec\|38.66623\|0.09007\|region:ES-VC_type:landmark_dim:120_source:cawiki}} · [[Categoria:Cala dels Pinets]]                                                    |
| Cala de la Fustera                                                     | Sorra, semiurbà                  | 110 x 27               | Benissa (Marina Alta) 38° 39′ 53″ N, 0° 05′ 17″ E / 38.66466°N,0.08793°E                                   | PL-1270   | {{ca\|Cala de la Fustera (Benissa)}} · {{WLE-AD-ES\|PL-1270}} · {{Object location dec\|38.66466\|0.08793\|region:ES-VC_type:landmark_dim:110_source:cawiki}} · [[Categoria:Cala de la Fustera]]                                                |
| Cala de les Bassetes                                                   | Cudols i roques, semiurbà        | 120 x 7                | Calp (Marina Alta) 38° 39′ 33″ N, 0° 05′ 01″ E / 38.659207°N,0.083698°E                                    | PL-1291   | {{ca\|Cala de les Bassetes (Calp)}} · {{WLE-AD-ES\|PL-1291}} · {{Object location dec\|38.659207\|0.083698\|region:ES-VC_type:landmark_dim:120_source:cawiki}} · [[Categoria:Cala de les Bassetes]]                                             |
| Cala del Mallorquí                                                     | Roques i sorra, semiurbà         | 80 x 8                 | Calp (Marina Alta) 38° 39′ 23″ N, 0° 04′ 49″ E / 38.656379°N,0.080388°E                                    | PL-1290   | {{ca\|Cala del Mallorquí (Calp)}} · {{WLE-AD-ES\|PL-1290}} · {{Object location dec\|38.656379\|0.080388\|region:ES-VC_type:landmark_dim:100_source:cawiki}} · [[Categoria:Cala del Mallorquí]]                                                 |
| Platja de la Calalga                                                   | Roques i sorra, semiurbà         | 120 x 10               | Calp (Marina Alta) 38° 39′ 13″ N, 0° 04′ 42″ E / 38.65361°N,0.07821°E                                      | PL-1289   | {{ca\|Platja de la Calalga (Calp)}} · {{WLE-AD-ES\|PL-1289}} · {{Object location dec\|38.65361\|0.07821\|region:ES-VC_type:landmark_dim:120_source:cawiki}} · [[Categoria:Platja de la Calalga]]                                               |
| Platja de la Fossa                                                     | Sorra, urbà                      | 1.000 x 50             | Calp (Marina Alta) 38° 38′ 45″ N, 0° 04′ 25″ E / 38.64590°N,0.07366°E                                      | PL-1288   | {{ca\|Platja de la Fossa (Calp)}} · {{WLE-AD-ES\|PL-1288}} · {{Object location dec\|38.64590\|0.07366\|region:ES-VC_type:landmark_dim:1000_source:cawiki}} · [[Categoria:Platja de la Fossa]]                                                  |
| Cala del Penyal                                                        | Roques, aïllat                   | 100 x 5                | Calp (Marina Alta) 38° 37′ 58″ N, 0° 04′ 24″ E / 38.632639°N,0.073259°E                                    | PL-1287   | {{ca\|Cala del Penyal (Calp)}} · {{WLE-AD-ES\|PL-1287}} · {{Object location dec\|38.632639\|0.073259\|region:ES-VC_type:landmark_dim:1000_source:cawiki}} · [[Categoria:Beaches of the province of Alicante]]                                  |
| Cala del Racó                                                          | Cudols, semiurbà                 | 72 x 20                | Calp (Marina Alta) 38° 38′ 09″ N, 0° 04′ 17″ E / 38.63572°N,0.07126°E                                      | PL-1286   | {{ca\|Cala del Racó (Calp)}} · {{WLE-AD-ES\|PL-1286}} · {{Object location dec\|38.63572\|0.07126\|region:ES-VC_type:landmark_dim:100_source:cawiki}} · [[Categoria:Cala del Racó]]                                                             |
| Platja de Cantal Roig o platja del Racó                                | Sorra, urbà                      | 220 x 20               | Calp (Marina Alta) 38° 38′ 25″ N, 0° 04′ 03″ E / 38.64033°N,0.06751°E                                      | PL-1285   | {{ca\|Platja de Cantal Roig (Calp)}} · {{WLE-AD-ES\|PL-1285}} · {{Object location dec\|38.64033\|0.06751\|region:ES-VC_type:landmark_dim:220_source:cawiki}} · [[Categoria:Platja de Cantal Roig]]                                             |
| Cala del Morelló                                                       | Roques i sorra, urbà             | 50 x 10                | Calp (Marina Alta) 38° 38′ 28″ N, 0° 03′ 46″ E / 38.64107°N,0.06284°E                                      | PL-1284   | {{ca\|Cala del Morelló (Calp)}} · {{WLE-AD-ES\|PL-1284}} · {{Object location dec\|38.64107\|0.06284\|region:ES-VC_type:landmark_dim:50_source:cawiki}} · [[Categoria:Cala del Morelló]]                                                        |
| Platja de l'Arenal-Bol: platja de l'Algoleja, del Bol i de l'Arenal    | Sorra, semiurbà                  | 1.400 x 60             | Calp (Marina Alta) 38° 38′ 30″ N, 0° 03′ 04″ E / 38.64172°N,0.05098°E                                      | PL-1283   | {{ca\|Platja de l'Arenal-Bol (Calp)}} · {{WLE-AD-ES\|PL-1283}} · {{Object location dec\|38.64172\|0.05098\|region:ES-VC_type:landmark_dim:1400_source:cawiki}} · [[Categoria:Platja de l'Arenal-Bol]]                                          |
| Cala la Mançanera                                                      | Grava, semiurbà                  | 230 x 7                | Calp (Marina Alta) 38° 38′ 18″ N, 0° 02′ 24″ E / 38.638333°N,0.040000°E                                    | PL-1282   | {{ca\|Cala la Mançanera (Calp)}} · {{WLE-AD-ES\|PL-1282}} · {{Object location dec\|38.638333\|0.040000\|region:ES-VC_type:landmark_dim:230_source:cawiki}} · [[Categoria:Cala la Mançanera]]                                                   |
| Platja del Port Blanc                                                  | Cudols i sorra, semiurbà         | 140 x 10               | Calp (Marina Alta) 38° 38′ 08″ N, 0° 02′ 04″ E / 38.63550°N,0.03444°E                                      | PL-1281   | {{ca\|Platja del Port Blanc (Calp)}} · {{WLE-AD-ES\|PL-1281}} · {{Object location dec\|38.63550\|0.03444\|region:ES-VC_type:landmark_dim:140_source:cawiki}} · [[Categoria:Platja del Port Blanc]]                                             |
| Cala les Urques                                                        | Cudols i roques, semiurbà        | 200 x 10               | Calp (Marina Alta) 38° 37′ 51″ N, 0° 01′ 49″ E / 38.63083°N,0.03028°E                                      | PL-1280   | {{ca\|Cala les Urques (Calp)}} · {{WLE-AD-ES\|PL-1280}} · {{Object location dec\|38.63083\|0.03028\|region:ES-VC_type:landmark_dim:200_source:cawiki}} · [[Categoria:Cala les Urques]]                                                         |
| Cala Gasparet                                                          | Cudols i roques, aïllat          | 80 x 7                 | Calp (Marina Alta) 38° 37′ 43″ N, 0° 01′ 46″ E / 38.628520°N,0.029366°E                                    | PL-1279   | {{ca\|Cala Gasparet (Calp)}} · {{WLE-AD-ES\|PL-1279}} · {{Object location dec\|38.628520\|0.029366\|region:ES-VC_type:landmark_dim:200_source:cawiki}} · [[Categoria:Beaches of the province of Alicante]]                                     |
| Racó del Corb o Cala el Collao                                         | Cudols i roques, aïllat          | 60 x 5                 | Calp i Altea (Marina Alta, Marina Baixa) 38° 37′ 56″ N, 0° 00′ 36″ E / 38.632348°N,0.010021°E              | PL-1278   | {{ca\|Racó del Corb (Calp i Altea)}} · {{WLE-AD-ES\|PL-1278}} · {{Object location dec\|38.632348\|0.010021\|region:ES-VC_type:landmark_dim:270_source:cawiki}} · [[Categoria:Beaches of the province of Alicante]]                             |
| Cala de la Barra Gran                                                  | Cudols i roques, aïllat          | 50 x 7                 | Altea (Marina Baixa) 38° 37′ 48″ N, 0° 00′ 20″ E / 38.630122°N,0.005568°E                                  | PL-1265   | {{ca\|Cala de la Barra Gran (Altea)}} · {{WLE-AD-ES\|PL-1265}} · {{Object location dec\|38.630122\|0.005568\|region:ES-VC_type:landmark_dim:50_source:cawiki}} · [[Categoria:Beaches of the province of Alicante]]                             |
| Platja del Mascarat o Mascarat Nord                                    | Cudols i grava, semiurbà         | 280 x 21               | Altea (Marina Baixa) 38° 37′ 51″ N, 0° 00′ 09″ E / 38.63072°N,0.00261°E                                    | PL-1264   | {{ca\|Platja del Mascarat (Altea)}} · {{WLE-AD-ES\|PL-1264}} · {{Object location dec\|38.63072\|0.00261\|region:ES-VC_type:landmark_dim:280_source:cawiki}} · [[Categoria:Platja del Mascarat]]                                                |
| Platja de la Barreta, de la Barreta de Gualda o Mascarat Sud           | Cudols i grava, semiurbà         | 150 x 15               | Altea (Marina Baixa) 38° 37′ 50″ N, 0° 00′ 21″ O / 38.63054°N,0.00588°O                                    | PL-1263   | {{ca\|Platja de la Barreta (Altea)}} · {{WLE-AD-ES\|PL-1263}} · {{Object location dec\|38.63054\|-0.00588\|region:ES-VC_type:landmark_dim:150_source:cawiki}} · [[Categoria:Platja de la Barreta]]                                             |
| Platja de la Solsida                                                   | Cudols i roques, aïllat          | 1.400 x 8              | Altea (Marina Baixa) 38° 37′ 36″ N, 0° 00′ 57″ O / 38.62670°N,0.01574°O                                    | PL-1262   | {{ca\|Platja de la Solsida (Altea)}} · {{WLE-AD-ES\|PL-1262}} · {{Object location dec\|38.62670\|-0.01574\|region:ES-VC_type:landmark_dim:1400_source:cawiki}} · [[Categoria:Platja de la Solsida]]                                            |
| Platja de l'Olla                                                       | Cudols i grava, semiurbà         | 1.400 x 6              | Altea (Marina Baixa) 38° 37′ 06″ N, 0° 01′ 43″ O / 38.618467°N,0.028606°O                                  | PL-1261   | {{ca\|Platja de l'Olla (Altea)}} · {{WLE-AD-ES\|PL-1261}} · {{Object location dec\|38.618467\|-0.028606\|region:ES-VC_type:landmark_dim:1400_source:cawiki}} · [[Categoria:Platja de l'Olla]]                                                  |
| Cala del Soio                                                          | Roques, semiurbà                 | 120 x 15               | Altea (Marina Baixa) 38° 36′ 49″ N, 0° 01′ 59″ O / 38.61367°N,0.03319°O                                    | PL-1260   | {{ca\|Cala de Soio (Altea)}} · {{WLE-AD-ES\|PL-1260}} · {{Object location dec\|38.61367\|-0.03319\|region:ES-VC_type:landmark_dim:120_source:cawiki}} · [[Categoria:Cala del Soio]]                                                            |
| Platja del Cap Negret                                                  | Cudols i grava, urbà             | 1.470 x 12             | Altea (Marina Baixa) 38° 36′ 31″ N, 0° 02′ 15″ O / 38.60858°N,0.03754°O                                    | PL-1259   | {{ca\|Platja del Cap Negret (Altea)}} · {{WLE-AD-ES\|PL-1259}} · {{Object location dec\|38.60858\|-0.03754\|region:ES-VC_type:landmark_dim:1470_source:cawiki}} · [[Categoria:Platja del Cap Negret]]                                          |
| Platja de la Roda                                                      | Cudols, grava i sorra, urbà      | 1.400 x 20             | Altea (Marina Baixa) 38° 35′ 41″ N, 0° 03′ 06″ O / 38.59474°N,0.05165°O                                    | PL-1258   | {{ca\|Platja de la Roda (Altea)}} · {{WLE-AD-ES\|PL-1258}} · {{Object location dec\|38.59474\|-0.05165\|region:ES-VC_type:landmark_dim:1400_source:cawiki}} · [[Categoria:Beaches of the province of Alicante]]                                |
| Platja de Capblanc                                                     | Cudols i grava, semiurbà         | 1.350 x 19             | Altea (Marina Baixa) 38° 34′ 53″ N, 0° 03′ 44″ O / 38.58143°N,0.06222°O                                    | PL-1257   | {{ca\|Platja de Capblanc (Altea)}} · {{WLE-AD-ES\|PL-1257}} · {{Object location dec\|38.58143\|-0.06222\|region:ES-VC_type:landmark_dim:1350_source:cawiki}} · [[Categoria:Platja de Capblanc]]                                                |
| Platja del Racó de l'Albir, platja del Racó o platja de l'Albir        | Cudols, grava i sorra, urbà      | 550 x 25               | L'Alfàs del Pi (Marina Baixa) 38° 34′ 29″ N, 0° 03′ 52″ O / 38.57478°N,0.06435°O                           | PL-1244   | {{ca\|Platja del Racó de l'Albir (l'Alfàs del Pi)}} · {{WLE-AD-ES\|PL-1244}} · {{Object location dec\|38.57478\|-0.06435\|region:ES-VC_type:landmark_dim:550_source:cawiki}} · [[Categoria:Platja del Racó de l'Albir]]                        |
| Caleta de l'Amerador                                                   | Roques, aïllat                   | 20 x 7                 | L'Alfàs del Pi (Marina Baixa) 38° 34′ 16″ N, 0° 03′ 49″ O / 38.571128°N,0.063503°O                         | PL-1243   | {{ca\|Caleta de l'Amerador (l'Alfàs del Pi)}} · {{WLE-AD-ES\|PL-1243}} · {{Object location dec\|38.571128\|-0.063503\|region:ES-VC_type:landmark_dim:20_source:cawiki}} · [[Categoria:Beaches of the province of Alicante]]                    |
| Platgeta del Metge                                                     | Cudols i roques, aïllat          | 100 x 4                | L'Alfàs del Pi (Marina Baixa) 38° 34′ 10″ N, 0° 03′ 37″ O / 38.569486°N,0.060175°O                         | PL-1242   | {{ca\|Platgeta del Metge (l'Alfàs del Pi)}} · {{WLE-AD-ES\|PL-1242}} · {{Object location dec\|38.569486\|-0.060175\|region:ES-VC_type:landmark_dim:100_source:cawiki}} · [[Categoria:Beaches of the province of Alicante]]                     |
| Platgeta de la Mina                                                    | Roques, aïllat                   | 250 x 4                | L'Alfàs del Pi (Marina Baixa) 38° 33′ 55″ N, 0° 03′ 12″ O / 38.565292°N,0.053209°O                         | PL-1241   | {{ca\|Platgeta de la Mina (l'Alfàs del Pi)}} · {{WLE-AD-ES\|PL-1241}} · {{Object location dec\|38.565292\|-0.053209\|region:ES-VC_type:landmark_dim:250_source:cawiki}} · [[Categoria:Beaches of the province of Alicante]]                    |
| Cala Ti Ximo                                                           | Cudols, aïllat                   | 60 x 6                 | Benidorm (Marina Baixa) 38° 31′ 41″ N, 0° 06′ 14″ O / 38.52801°N,0.10395°O                                 | PL-1269   | {{ca\|Cala Ti Ximo (Benidorm)}} · {{WLE-AD-ES\|PL-1269}} · {{Object location dec\|38.52801\|-0.10395\|region:ES-VC_type:landmark_dim:80_source:cawiki}} · [[Categoria:Cala Tío Ximo]]                                                          |
| Cala l'Almadrava                                                       | Roques, aïllat                   | 100 x 7                | Benidorm (Marina Baixa) 38° 31′ 44″ N, 0° 06′ 23″ O / 38.52875°N,0.10649°O                                 | PL-200301 | {{ca\|Cala l'Almadrava (Benidorm)}} · {{WLE-AD-ES\|PL-200301}} · {{Object location dec\|38.52875\|-0.10649\|region:ES-VC_type:landmark_dim:100_source:cawiki}} · [[Categoria:Cala La Almadrava]]                                               |
| Platja de Llevant                                                      | Sorra, urbà                      | 2.000 x 40             | Benidorm (Marina Baixa) 38° 32′ 07″ N, 0° 07′ 08″ O / 38.53528°N,0.11889°O                                 | PL-1268   | {{ca\|Platja de Llevant (Benidorm)}} · {{WLE-AD-ES\|PL-1268}} · {{Object location dec\|38.53528\|-0.11889\|region:ES-VC_type:landmark_dim:2000_source:cawiki}} · [[Categoria:Platja de Llevant (Benidorm)]]                                    |
| Platgeta del Mal Pas                                                   | Sorra, urbà                      | 120 x 25               | Benidorm (Marina Baixa) 38° 32′ 04″ N, 0° 07′ 55″ O / 38.53440°N,0.13184°O                                 | PL-1267   | {{ca\|Platgeta del Mal Pas (Benidorm)}} · {{WLE-AD-ES\|PL-1267}} · {{Object location dec\|38.53440\|-0.13184\|region:ES-VC_type:landmark_dim:120_source:cawiki}} · [[Categoria:Platgeta del Mal Pas]]                                          |
| Platja de Ponent                                                       | Sorra, urbà                      | 3.200 x 80             | Benidorm (Marina Baixa) 38° 32′ 10″ N, 0° 08′ 55″ O / 38.5361°N,0.1487°O                                   | PL-1266   | {{ca\|Platja de Ponent (Benidorm)}} · {{WLE-AD-ES\|PL-1266}} · {{Object location dec\|38.5361\|-0.1487\|region:ES-VC_type:landmark_dim:3200_source:cawiki}} · [[Categoria:Platja de Ponent (Benidorm)]]                                        |
| Platja de la Cala, Cala de Finestrat o Cala Morales                    | Sorra, urbà                      | 300 x 51               | Finestrat i la Vila Joiosa (Marina Baixa) 38° 31′ 28″ N, 0° 10′ 02″ O / 38.52454°N,0.16720°O               | PL-1324   | {{ca\|Platja de la Cala (Finestrat i la Vila Joiosa)}} · {{WLE-AD-ES\|PL-1324}} · {{Object location dec\|38.52454\|-0.16720\|region:ES-VC_type:landmark_dim:300_source:cawiki}} · [[Categoria:Cala de Finestrat]]                              |
| Platja del Racó de Conill                                              | Roques i grava, aïllat           | 160 x 4                | La Vila Joiosa (Marina Baixa) 38° 31′ 00″ N, 0° 10′ 47″ O / 38.516661°N,0.179778°O                         | PL-1407   | {{ca\|Platja del Racó de Conill (la Vila Joiosa)}} · {{WLE-AD-ES\|PL-1407}} · {{Object location dec\|38.516661\|-0.179778\|region:ES-VC_type:landmark_dim:160_source:cawiki}} · [[Categoria:Beaches of the province of Alicante]]              |
| Cala Fonda                                                             | Roques, aïllat                   | - x 2,6                | La Vila Joiosa (Marina Baixa) 38° 30′ 57″ N, 0° 11′ 08″ O / 38.515727°N,0.185534°O                         | PL-1406   | {{ca\|Cala Fonda (la Vila Joiosa)}} · {{WLE-AD-ES\|PL-1406}} · {{Object location dec\|38.515727\|-0.185534\|region:ES-VC_type:landmark_dim:160_source:cawiki}} · [[Categoria:Beaches of the province of Alicante]]                             |
| Platja del Torres                                                      | Grava, semiurbà                  | 560 x 10               | La Vila Joiosa (Marina Baixa) 38° 30′ 54″ N, 0° 11′ 53″ O / 38.51496°N,0.19803°O                           | PL-1405   | {{ca\|Platja del Torres (la Vila Joiosa)}} · {{WLE-AD-ES\|PL-1405}} · {{Object location dec\|38.51496\|-0.19803\|region:ES-VC_type:landmark_dim:560_source:cawiki}} · [[Categoria:Platja del Torres]]                                          |
| Platja del Tio Roig, platja de Varadero nord                           | Cudols, semiurbà                 | 160 x 6                | La Vila Joiosa (Marina Baixa) 38° 30′ 40″ N, 0° 12′ 36″ O / 38.51106°N,0.20991°O                           | PL-1404   | {{ca\|Platja del Tio Roig (la Vila Joiosa)}} · {{WLE-AD-ES\|PL-1404}} · {{Object location dec\|38.51106\|-0.20991\|region:ES-VC_type:landmark_dim:160_source:cawiki}} · [[Categoria:Beaches of the province of Alicante]]                      |
| Platja dels Estudiants, platja de Varadero centre                      | Cudols i grava, semiurbà         | 140 x 8                | La Vila Joiosa (Marina Baixa) 38° 30′ 38″ N, 0° 12′ 41″ O / 38.51048°N,0.21133°O                           | PL-1403   | {{ca\|Platja dels Estudiants (la Vila Joiosa)}} · {{WLE-AD-ES\|PL-1403}} · {{Object location dec\|38.51048\|-0.21133\|region:ES-VC_type:landmark_dim:140_source:cawiki}} · [[Categoria:Beaches of the province of Alicante]]                   |
| Platja de l'Almadrava, platja de Varadero sud                          | Grava, semiurbà                  | 110 x 15               | La Vila Joiosa (Marina Baixa) 38° 30′ 35″ N, 0° 12′ 46″ O / 38.50975°N,0.21290°O                           | PL-1402   | {{ca\|Platja de l'Almadrava (la Vila Joiosa)}} · {{WLE-AD-ES\|PL-1402}} · {{Object location dec\|38.50975\|-0.21290\|region:ES-VC_type:landmark_dim:110_source:cawiki}} · [[Categoria:Beaches of the province of Alicante]]                    |
| Platja de la Vila o platja Ciutat                                      | Sorra, urbà                      | 1.380 x 30             | La Vila Joiosa (Marina Baixa) 38° 30′ 23″ N, 0° 13′ 39″ O / 38.50635°N,0.22758°O                           | PL-1401   | {{ca\|Platja de la Vila (la Vila Joiosa)}} · {{WLE-AD-ES\|PL-1401}} · {{Object location dec\|38.50635\|-0.22758\|region:ES-VC_type:landmark_dim:1380_source:cawiki}} · [[Categoria:Beaches of the province of Alicante]]                       |
| Platja de la Malladeta o platja de les Puntes del Moro                 | Cudols i roques, aïllat          | 210 x 4                | La Vila Joiosa (Marina Baixa) 38° 29′ 59″ N, 0° 14′ 22″ O / 38.499737°N,0.239434°O                         | PL-1400   | {{ca\|Platja de la Malladeta (la Vila Joiosa)}} · {{WLE-AD-ES\|PL-1400}} · {{Object location dec\|38.499737\|-0.239434\|region:ES-VC_type:landmark_dim:210_source:cawiki}} · [[Categoria:Beaches of the province of Alicante]]                 |
| Platja del Paradís                                                     | Grava i sorra, semiurbà          | 1.060 x 25             | La Vila Joiosa (Marina Baixa) 38° 29′ 49″ N, 0° 15′ 25″ O / 38.49696°N,0.25701°O                           | PL-1399   | {{ca\|Platja del Paradís (la Vila Joiosa)}} · {{WLE-AD-ES\|PL-1399}} · {{Object location dec\|38.49696\|-0.25701\|region:ES-VC_type:landmark_dim:1060_source:cawiki}} · [[Categoria:Platja del Paradís]]                                       |
| Platja del Bol Nou                                                     | Grava i sorra, aïllat            | 220 x 30               | La Vila Joiosa (Marina Baixa) 38° 29′ 45″ N, 0° 15′ 48″ O / 38.49582°N,0.26320°O                           | PL-1398   | {{ca\|Platja del Bol Nou (la Vila Joiosa)}} · {{WLE-AD-ES\|PL-1398}} · {{Object location dec\|38.49582\|-0.26320\|region:ES-VC_type:landmark_dim:220_source:cawiki}} · [[Categoria:Platja del Bol Nou]]                                        |
| Platja de l'Esparralló                                                 | Grava, aïllat                    | 200 x 15               | La Vila Joiosa (Marina Baixa) 38° 29′ 40″ N, 0° 16′ 07″ O / 38.49449°N,0.26851°O                           | PL-1397   | {{ca\|Platja de l'Esparralló (la Vila Joiosa)}} · {{WLE-AD-ES\|PL-1397}} · {{Object location dec\|38.49449\|-0.26851\|region:ES-VC_type:landmark_dim:200_source:cawiki}} · [[Categoria:Beaches of the province of Alicante]]                   |
| Platja de la Caleta, platja del Montiboli o caleta del Montiboli       | Grava, semiurbà                  | 160 x 30               | La Vila Joiosa (Marina Baixa) 38° 29′ 37″ N, 0° 16′ 14″ O / 38.49365°N,0.27051°O                           | PL-1396   | {{ca\|Platja de la Caleta (la Vila Joiosa)}} · {{WLE-AD-ES\|PL-1396}} · {{Object location dec\|38.49365\|-0.27051\|region:ES-VC_type:landmark_dim:160_source:cawiki}} · [[Categoria:Beaches of the province of Alicante]]                      |
| Cala del Xarco                                                         | Cudols i grava, aïllat           | 580 x 6                | La Vila Joiosa (Marina Baixa) 38° 29′ 26″ N, 0° 16′ 48″ O / 38.490659°N,0.280004°O                         | PL-1395   | {{ca\|Cala del Xarco (la Vila Joiosa)}} · {{WLE-AD-ES\|PL-1395}} · {{Object location dec\|38.490659\|-0.280004\|region:ES-VC_type:landmark_dim:580_source:cawiki}} · [[Categoria:Beaches of the province of Alicante]]                         |
| Platja del Carritxal                                                   | Cudols i roques, aïllat          | 1.890 x 5              | La Vila Joiosa i el Campello (Marina Baixa, Alacantí) 38° 28′ 57″ N, 0° 18′ 02″ O / 38.482557°N,0.300573°O | PL-1394   | {{ca\|Platja del Carritxal (la Vila Joiosa i el Campello)}} · {{WLE-AD-ES\|PL-1394}} · {{Object location dec\|38.482557\|-0.300573\|region:ES-VC_type:landmark_dim:1890_source:cawiki}} · [[Categoria:Beaches of the province of Alicante]]    |
| Cala de les Palmeretes o cala Mont Lanuza                              | Sorra, semiurbà                  | 200 x 48               | El Campello (Alacantí) 38° 28′ 39″ N, 0° 18′ 43″ O / 38.47763°N,0.31207°O                                  | PL-1317   | {{ca\|Cala de les Palmeretes (el Campello)}} · {{WLE-AD-ES\|PL-1317}} · {{Object location dec\|38.47763\|-0.31207\|region:ES-VC_type:landmark_dim:200_source:cawiki}} · [[Categoria:Cala de les Palmeretes]]                                   |
| Cala Lanuza                                                            | Sorra, semiurbà                  | 250 x 40               | El Campello (Alacantí) 38° 28′ 29″ N, 0° 19′ 01″ O / 38.47462°N,0.31688°O                                  | PL-1316   | {{ca\|Cala Lanuza (el Campello)}} · {{WLE-AD-ES\|PL-1316}} · {{Object location dec\|38.47462\|-0.31688\|region:ES-VC_type:landmark_dim:250_source:cawiki}} · [[Categoria:Beaches of the province of Alicante]]                                 |
| Cala Baeça o Cala de la Mercé                                          | Sorra, semiurbà                  | 60 x 10                | El Campello (Alacantí) 38° 28′ 20″ N, 0° 19′ 07″ O / 38.47227°N,0.31858°O                                  | PL-1315   | {{ca\|Cala Baeça (el Campello)}} · {{WLE-AD-ES\|PL-1315}} · {{Object location dec\|38.47227\|-0.31858\|region:ES-VC_type:landmark_dim:290_source:cawiki}} · [[Categoria:Cala Baeza]]                                                           |
| Platja de la Lloma de Reixes                                           | Cudols i grava, aïllat           | 350 x 25               | El Campello (Alacantí) 38° 27′ 26″ N, 0° 20′ 33″ O / 38.45722°N,0.34250°O                                  | PL-1314   | {{ca\|Platja de la Lloma de Reixes (el Campello)}} · {{WLE-AD-ES\|PL-1314}} · {{Object location dec\|38.45722\|-0.34250\|region:ES-VC_type:landmark_dim:350_source:cawiki}} · [[Categoria:Beaches of the province of Alicante]]                |
| Cala del Barranc d'Aigües                                              | Cudols, semiurbà                 | 500 x 20               | El Campello (Alacantí) 38° 27′ 22″ N, 0° 20′ 42″ O / 38.45600°N,0.34500°O                                  | PL-1313   | {{ca\|Cala del Barranc d'Aigües (el Campello)}} · {{WLE-AD-ES\|PL-1313}} · {{Object location dec\|38.45600\|-0.34500\|region:ES-VC_type:landmark_dim:500_source:cawiki}} · [[Categoria:Beaches of the province of Alicante]]                   |
| Cala de les Piteres                                                    | Sorra, semiurbà                  | 100 x 15               | El Campello (Alacantí) 38° 27′ 08″ N, 0° 21′ 14″ O / 38.45209°N,0.35381°O                                  | PL-1312   | {{ca\|Cala de les Piteres (el Campello)}} · {{WLE-AD-ES\|PL-1312}} · {{Object location dec\|38.45209\|-0.35381\|region:ES-VC_type:landmark_dim:100_source:cawiki}} · [[Categoria:Beaches of the province of Alicante]]                         |
| Cala d'Enmig                                                           | Sorra, semiurbà                  | 400 x 15               | El Campello (Alacantí) 38° 26′ 58″ N, 0° 21′ 34″ O / 38.44945°N,0.35943°O                                  | PL-1311   | {{ca\|Cala d'Enmig (el Campello)}} · {{WLE-AD-ES\|PL-1311}} · {{Object location dec\|38.44945\|-0.35943\|region:ES-VC_type:landmark_dim:400_source:cawiki}} · [[Categoria:Beaches of the province of Alicante]]                                |
| Cala del Morro Blanc o cala del Port                                   | Sorra, semiurbà                  | 270 x 20               | El Campello (Alacantí) 38° 26′ 51″ N, 0° 21′ 46″ O / 38.44762°N,0.36266°O                                  | PL-1310   | {{ca\|Cala del Morro Blanc (el Campello)}} · {{WLE-AD-ES\|PL-1310}} · {{Object location dec\|38.44762\|-0.36266\|region:ES-VC_type:landmark_dim:270_source:cawiki}} · [[Categoria:Beaches of the province of Alicante]]                        |
| Platja de l'Amerador                                                   | Grava i sorra, semiurbà          | 800 x 13               | El Campello (Alacantí) 38° 26′ 36″ N, 0° 22′ 29″ O / 38.44321°N,0.37464°O                                  | PL-1309   | {{ca\|Platja de l'Amerador (el Campello)}} · {{WLE-AD-ES\|PL-1309}} · {{Object location dec\|38.44321\|-0.37464\|region:ES-VC_type:landmark_dim:800_source:cawiki}} · [[Categoria:Platja de l'Amerador]]                                       |
| Platja de l'Almadrava                                                  | Grava i sorra, urbà              | 600 x 12               | El Campello (Alacantí) 38° 26′ 06″ N, 0° 22′ 57″ O / 38.43491°N,0.38258°O                                  | PL-1308   | {{ca\|Platja de l'Almadrava (el Campello)}} · {{WLE-AD-ES\|PL-1308}} · {{Object location dec\|38.43491\|-0.38258\|region:ES-VC_type:landmark_dim:600_source:cawiki}} · [[Categoria:Beaches of the province of Alicante]]                       |
| Platja dels Banyets de la Reina o Cala del Freu                        | Cudols i roques, semiurbà        | 500 x 5                | El Campello (Alacantí) 38° 25′ 57″ N, 0° 22′ 57″ O / 38.432437°N,0.382545°O                                | PL-1307   | {{ca\|Platja dels Banyets de la Reina (el Campello)}} · {{WLE-AD-ES\|PL-1307}} · {{Object location dec\|38.432437\|-0.382545\|region:ES-VC_type:landmark_dim:500_source:cawiki}} · [[Categoria:Beaches of the province of Alicante]]           |
| Platja del Carrer de la Mar: platja de la Illeta i platja del Trajo    | Cudols, grava i sorra, urbà      | 1.850 x 75             | El Campello (Alacantí) 38° 25′ 28″ N, 0° 23′ 23″ O / 38.42445°N,0.38985°O                                  | PL-1306   | {{ca\|Platja del Carrer de la Mar (el Campello)}} · {{WLE-AD-ES\|PL-1306}} · {{Object location dec\|38.42445\|-0.38985\|region:ES-VC_type:landmark_dim:1850_source:cawiki}} · [[Categoria:Beaches of the province of Alicante]]                |
| Platja de Mutxavista                                                   | Sorra, semiurbà                  | 3.950 x 77             | El Campello (Alacantí) 38° 24′ 05″ N, 0° 24′ 18″ O / 38.40148°N,0.40495°O                                  | PL-1305   | {{ca\|Platja de Mutxavista (el Campello)}} · {{WLE-AD-ES\|PL-1305}} · {{Object location dec\|38.40148\|-0.40495\|region:ES-VC_type:landmark_dim:3950_source:cawiki}} · [[Categoria:Platja de Mutxavista]]                                      |
| Platja de Sant Joan                                                    | Sorra, semiurbà                  | 2.900 x 60             | Alacant (Alacantí) 38° 22′ 15″ N, 0° 24′ 35″ O / 38.37076°N,0.40972°O                                      | PL-1254   | {{ca\|Platja de Sant Joan (Alacant)}} · {{WLE-AD-ES\|PL-1254}} · {{Object location dec\|38.37076\|-0.40972\|region:ES-VC_type:landmark_dim:2900_source:cawiki}} · [[Categoria:Beaches of the province of Alicante]]                            |
| Cala de la Palmera                                                     | Roques i grava, semiurbà         | 98 x 5                 | Alacant (Alacantí) 38° 21′ 09″ N, 0° 24′ 37″ O / 38.352535°N,0.410281°O                                    | PL-1253   | {{ca\|Cala de la Palmera (Alacant)}} · {{WLE-AD-ES\|PL-1253}} · {{Object location dec\|38.352535\|-0.410281\|region:ES-VC_type:landmark_dim:100_source:cawiki}} · [[Categoria:Beaches of the province of Alicante]]                            |
| Cala de Cantalars                                                      | Roques, semiurbà                 | 100 x 6                | Alacant (Alacantí) 38° 21′ 12″ N, 0° 24′ 51″ O / 38.353261°N,0.414062°O                                    | PL-1252   | {{ca\|Cala de Cantalars (Alacant)}} · {{WLE-AD-ES\|PL-1252}} · {{Object location dec\|38.353261\|-0.414062\|region:ES-VC_type:landmark_dim:100_source:cawiki}} · [[Categoria:Beaches of the province of Alicante]]                             |
| Cala dels Jueus                                                        | Roques i grava, urbà             | 202 x 6                | Alacant (Alacantí) 38° 21′ 18″ N, 0° 25′ 36″ O / 38.354935°N,0.426724°O                                    | PL-1251   | {{ca\|Cala dels Jueus (Alacant)}} · {{WLE-AD-ES\|PL-1251}} · {{Object location dec\|38.354935\|-0.426724\|region:ES-VC_type:landmark_dim:202_source:cawiki}} · [[Categoria:Beaches of the province of Alicante]]                               |
| Platja de l'Almadrava                                                  | Roques i sorra, urbà             | 100 x 5                | Alacant (Alacantí) 38° 21′ 34″ N, 0° 26′ 03″ O / 38.35940°N,0.43426°O                                      | PL-1250   | {{ca\|Platja de l'Almadrava (Alacant)}} · {{WLE-AD-ES\|PL-1250}} · {{Object location dec\|38.35940\|-0.43426\|region:ES-VC_type:landmark_dim:850_source:cawiki}} · [[Categoria:Beaches of the province of Alicante]]                           |
| Platja de l'Albufereta                                                 | Sorra, semiurbà                  | 423 x 20               | Alacant (Alacantí) 38° 21′ 47″ N, 0° 26′ 38″ O / 38.36312°N,0.44397°O                                      | PL-1249   | {{ca\|Platja de l'Albufereta (Alacant)}} · {{WLE-AD-ES\|PL-1249}} · {{Object location dec\|38.36312\|-0.44397\|region:ES-VC_type:landmark_dim:850_source:cawiki}} · [[Categoria:Beaches of the province of Alicante]]                          |
| Platja de la Serra Grossa                                              | Roques, semiurbà                 | 400 x 9                | Alacant (Alacantí) 38° 21′ 29″ N, 0° 27′ 14″ O / 38.35795°N,0.45401°O                                      | PL-1248   | {{ca\|Platja de la Serra Grossa (Alacant)}} · {{WLE-AD-ES\|PL-1248}} · {{Object location dec\|38.35795\|-0.45401\|region:ES-VC_type:landmark_dim:800_source:cawiki}} · [[Categoria:Beaches of the province of Alicante]]                       |
| Platja del Postiguet                                                   | Sorra, urbà                      | 667 x 40               | Alacant (Alacantí) 38° 20′ 48″ N, 0° 28′ 33″ O / 38.34658°N,0.47588°O                                      | PL-1247   | {{ca\|Platja del Postiguet (Alacant)}} · {{WLE-AD-ES\|PL-1247}} · {{Object location dec\|38.34658\|-0.47588\|region:ES-VC_type:landmark_dim:750_source:cawiki}} · [[Categoria:Platja del Postiguet]]                                           |
| Platja de Sant Gabriel o platja de Babel                               | Sorra, urbà                      | 240 x 40               | Alacant (Alacantí) 38° 19′ 42″ N, 0° 30′ 31″ O / 38.32826°N,0.50865°O                                      | PL-200303 | {{ca\|Platja de Sant Gabriel (Alacant)}} · {{WLE-AD-ES\|PL-200303}} · {{Object location dec\|38.32826\|-0.50865\|region:ES-VC_type:landmark_dim:750_source:cawiki}} · [[Categoria:Beaches of the province of Alicante]]                        |
| Platja d'Aigua Amarga                                                  | Sorra, urbà                      | 2.600 x 2              | Alacant (Alacantí) 38° 18′ 45″ N, 0° 30′ 57″ O / 38.31250°N,0.51595°O                                      | PL-1246   | {{ca\|Platja d'Aigua Amarga (Alacant)}} · {{WLE-AD-ES\|PL-1246}} · {{Object location dec\|38.31250\|-0.51595\|region:ES-VC_type:landmark_dim:2600_source:cawiki}} · [[Categoria:Beaches of the province of Alicante]]                          |
| Platja del Saladar                                                     | Sorra, semiurbà                  | 1.900 x 54             | Alacant (Alacantí) 38° 17′ 05″ N, 0° 31′ 13″ O / 38.28474°N,0.52023°O                                      | PL-1245   | {{ca\|Platja del Saladar (Alacant)}} · {{WLE-AD-ES\|PL-1245}} · {{Object location dec\|38.28474\|-0.52023\|region:ES-VC_type:landmark_dim:1900_source:cawiki}} · [[Categoria:Beaches of the province of Alicante]]                             |
| Platja de l'Altet                                                      | Sorra, aïllat                    | 1.700 x 120            | Elx (Baix Vinalopó) 38° 16′ 06″ N, 0° 31′ 09″ O / 38.2682°N,0.5191°O                                       | PL-1322   | {{ca\|Platja de l'Altet (Elx)}} · {{WLE-AD-ES\|PL-1322}} · {{Object location dec\|38.2682\|-0.5191\|region:ES-VC_type:landmark_dim:1700_source:cawiki}} · [[Categoria:Platja de l'Altet]]                                                      |
| Platja del Sol o platja dels Arenals del Sol                           | Sorra, urbà                      | 3.300 x 40             | Elx (Baix Vinalopó) 38° 15′ 06″ N, 0° 30′ 58″ O / 38.25165°N,0.51623°O                                     | PL-1321   | {{ca\|Platja del Sol (Elx)}} · {{WLE-AD-ES\|PL-1321}} · {{Object location dec\|38.25165\|-0.51623\|region:ES-VC_type:landmark_dim:3300_source:cawiki}} · [[Categoria:Arenales del Sol]]                                                        |
| Platja del Carabassí                                                   | Sorra, aïllat                    | 900 x 80               | Elx (Baix Vinalopó) 38° 14′ 03″ N, 0° 30′ 48″ O / 38.2341°N,0.5133°O                                       | PL-1320   | {{ca\|Platja del Carabassí (Elx)}} · {{WLE-AD-ES\|PL-1320}} · {{Object location dec\|38.2341\|-0.5133\|region:ES-VC_type:landmark_dim:900_source:cawiki}} · [[Categoria:Beaches of the province of Alicante]]                                  |
| Cala de la Mare de Déu                                                 | Roques i sorra, aïllat           | 830 x 20               | Elx i Santa Pola (Baix Vinalopó) 38° 13′ 27″ N, 0° 30′ 38″ O / 38.22424°N,0.51046°O                        | PL-1376   | {{ca\|Cala de la Mare de Déu (Elx i Santa Pola)}} · {{WLE-AD-ES\|PL-1376}} · {{Object location dec\|38.22424\|-0.51046\|region:ES-VC_type:landmark_dim:830_source:cawiki}} · [[Categoria:Beaches of the province of Alicante]]                 |
| Caletes de Santa Pola de l'Est                                         | Roques i grava, urbà             | 1.270 x 15             | Santa Pola (Baix Vinalopó) 38° 11′ 27″ N, 0° 31′ 36″ O / 38.190732°N,0.526531°O                            | PL-1375   | {{ca\|Caletes de Santa Pola de l'Est (Santa Pola)}} · {{WLE-AD-ES\|PL-1375}} · {{Object location dec\|38.190732\|-0.526531\|region:ES-VC_type:landmark_dim:1270_source:cawiki}} · [[Categoria:Beaches of the province of Alicante]]            |
| Platja del Varador                                                     | Sorra, urbà                      | 400 x 30               | Santa Pola (Baix Vinalopó) 38° 11′ 20″ N, 0° 32′ 08″ O / 38.18898°N,0.53557°O                              | PL-1374   | {{ca\|Platja del Varador (Santa Pola)}} · {{WLE-AD-ES\|PL-1374}} · {{Object location dec\|38.18898\|-0.53557\|region:ES-VC_type:landmark_dim:400_source:cawiki}} · [[Categoria:Beaches of the province of Alicante]]                           |
| Caletes de Santiago Bernabeu                                           | Sorra, urbà                      | 1.000 x 30             | Santa Pola (Baix Vinalopó) 38° 11′ 22″ N, 0° 32′ 46″ O / 38.18946°N,0.54600°O                              | PL-1373   | {{ca\|Caletes de Santiago Bernabeu (Santa Pola)}} · {{WLE-AD-ES\|PL-1373}} · {{Object location dec\|38.18946\|-0.54600\|region:ES-VC_type:landmark_dim:1000_source:cawiki}} · [[Categoria:Beaches of the province of Alicante]]                |
| Platja de Llevant                                                      | Sorra, urbà                      | 420 x 35               | Santa Pola (Baix Vinalopó) 38° 11′ 22″ N, 0° 33′ 15″ O / 38.18953°N,0.55424°O                              | PL-1372   | {{ca\|Platja de Llevant (Santa Pola)}} · {{WLE-AD-ES\|PL-1372}} · {{Object location dec\|38.18953\|-0.55424\|region:ES-VC_type:landmark_dim:420_source:cawiki}} · [[Categoria:Beaches of the province of Alicante]]                            |
| Port Vell de Tabarca o Port de l'Illa                                  | Roques, grava i sorra, semiurbà  | 30 x 10                | Alacant Illa de Tabarca (Alacantí) 38° 09′ 58″ N, 0° 28′ 45″ O / 38.166192°N,0.479185°O                    | PL-1256   | {{ca\|Port Vell de Tabarca (Alacant)}} · {{WLE-AD-ES\|PL-1256}} · {{Object location dec\|38.166192\|-0.479185\|region:ES-VC_type:landmark_dim:140_source:cawiki}} · [[Categoria:Beaches of the province of Alicante]]                          |
| Platja de Tabarca, platja de l'Illa o platja Central                   | Grava i sorra, semiurbà          | 200 x 20               | Alacant Illa de Tabarca (Alacantí) 38° 09′ 57″ N, 0° 28′ 44″ O / 38.16583°N,0.47889°O                      | PL-1255   | {{ca\|Platja de Tabarca (Alacant)}} · {{WLE-AD-ES\|PL-1255}} · {{Object location dec\|38.16583\|-0.47889\|region:ES-VC_type:landmark_dim:200_source:cawiki}} · [[Categoria:Beaches of the province of Alicante]]                               |
| Platja Gran                                                            | Sorra, urbà                      | 1.100 x 50             | Santa Pola (Baix Vinalopó) 38° 11′ 29″ N, 0° 34′ 18″ O / 38.19144°N,0.57161°O                              | PL-1371   | {{ca\|Platja Gran (Santa Pola)}} · {{WLE-AD-ES\|PL-1371}} · {{Object location dec\|38.19144\|-0.57161\|region:ES-VC_type:landmark_dim:1100_source:cawiki}} · [[Categoria:Beaches of the province of Alicante]]                                 |
| Platja Llisa, i platja del Tamarit                                     | Sorra, urbà                      | 1.100 x 50             | Santa Pola (Baix Vinalopó) 38° 11′ 29″ N, 0° 34′ 18″ O / 38.19144°N,0.57161°O                              | PL-1370   | {{ca\|Platja Llisa (Santa Pola)}} · {{WLE-AD-ES\|PL-1370}} · {{Object location dec\|38.19144\|-0.57161\|region:ES-VC_type:landmark_dim:1100_source:cawiki}} · [[Categoria:Beaches of the province of Alicante]]                                |
| Platja del Braç del Port                                               | Sorra, aïllat                    | 2.000 x 24             | Santa Pola (Baix Vinalopó) 38° 11′ 10″ N, 0° 35′ 55″ O / 38.18611°N,0.59862°O                              | PL-1369   | {{ca\|Platja del Braç del Port (Santa Pola)}} · {{WLE-AD-ES\|PL-1369}} · {{Object location dec\|38.18611\|-0.59862\|region:ES-VC_type:landmark_dim:2000_source:cawiki}} · [[Categoria:Beaches of the province of Alicante]]                    |
| Platja de la Gola                                                      | Sorra, aïllat                    | 3.200 x 20             | Santa Pola (Baix Vinalopó) 38° 10′ 51″ N, 0° 36′ 21″ O / 38.18083°N,0.60583°O                              | PL-1368   | {{ca\|Platja de la Gola (Santa Pola)}} · {{WLE-AD-ES\|PL-1368}} · {{Object location dec\|38.18083\|-0.60583\|region:ES-VC_type:landmark_dim:3200_source:cawiki}} · [[Categoria:Beaches of the province of Alicante]]                           |
| Platja del Pinet                                                       | Sorra, semiurbà                  | 1.750 x 26             | Santa Pola i Elx (Baix Vinalopó) 38° 09′ 24″ N, 0° 37′ 31″ O / 38.15661°N,0.62530°O                        | PL-1319   | {{ca\|Platja del Pinet (Santa Pola i Elx)}} · {{WLE-AD-ES\|PL-1319}} · {{Object location dec\|38.15661\|-0.62530\|region:ES-VC_type:landmark_dim:3600_source:cawiki}} · [[Categoria:Beaches of the province of Alicante]]                      |
| Platja de la Marina                                                    | Sorra, aïllat                    | 2.000 x 35             | Elx (Baix Vinalopó) 38° 08′ 24″ N, 0° 38′ 09″ O / 38.14000°N,0.63583°O                                     | PL-1318   | {{ca\|Platja de la Marina (Elx)}} · {{WLE-AD-ES\|PL-1318}} · {{Object location dec\|38.14000\|-0.63583\|region:ES-VC_type:landmark_dim:2000_source:cawiki}} · [[Categoria:Beaches of the province of Alicante]]                                |
| Platja del Reboll                                                      | Sorra, aïllat                    | 1.200 x 50             | Elx Guardamar del Segura (Baix Segura) 38° 07′ 24″ N, 0° 38′ 24″ O / 38.12345°N,0.64008°O                  | PL-1332   | {{ca\|Platja del Reboll (Elx i Guardamar del Segura)}} · {{WLE-AD-ES\|PL-1332}} · {{Object location dec\|38.12345\|-0.64008\|region:ES-VC_type:landmark_dim:1200_source:cawiki}} · [[Categoria:Beaches of the province of Alicante]]           |
| Platja dels Tossals                                                    | Sorra, aïllat                    | 500 x 50               | Guardamar del Segura (Baix Segura) 38° 06′ 53″ N, 0° 38′ 29″ O / 38.11479°N,0.64144°O                      | PL-1331   | {{ca\|Platja dels Tossals (Guardamar del Segura)}} · {{WLE-AD-ES\|PL-1331}} · {{Object location dec\|38.11479\|-0.64144\|region:ES-VC_type:landmark_dim:500_source:cawiki}} · [[Categoria:Beaches of the province of Alicante]]                |
| Platja dels Vivers                                                     | Sorra, aïllat                    | 1.300 x 45             | Guardamar del Segura (Baix Segura) 38° 06′ 14″ N, 0° 38′ 39″ O / 38.10375°N,0.64415°O                      | PL-1330   | {{ca\|Platja dels Vivers (Guardamar del Segura)}} · {{WLE-AD-ES\|PL-1330}} · {{Object location dec\|38.10375\|-0.64415\|region:ES-VC_type:landmark_dim:1300_source:cawiki}} · [[Categoria:Beaches of the province of Alicante]]                |
| Platja de la Babilònia o platja del Viver Vell                         | Sorra, urbà                      | 1.074 x 20             | Guardamar del Segura (Baix Segura) 38° 05′ 37″ N, 0° 38′ 45″ O / 38.093567°N,0.645782°O                    | PL-1333   | {{ca\|Platja de la Babilònia (Guardamar del Segura)}} · {{WLE-AD-ES\|PL-1333}} · {{Object location dec\|38.093567\|-0.645782\|region:ES-VC_type:landmark_dim:1074_source:cawiki}} · [[Categoria:Platja de la Babilònia]]                       |
| Platja Centre                                                          | Sorra, urbà                      | 2.600 x 60             | Guardamar del Segura (Baix Segura) 38° 04′ 56″ N, 0° 38′ 51″ O / 38.08218°N,0.64744°O                      | PL-1329   | {{ca\|Platja Centre (Guardamar del Segura)}} · {{WLE-AD-ES\|PL-1329}} · {{Object location dec\|38.08218\|-0.64744\|region:ES-VC_type:landmark_dim:2600_source:cawiki}} · [[Categoria:Beaches of the province of Alicante]]                     |
| Platja de Roquetes                                                     | Sorra, urbà                      | 1.000 x 50             | Guardamar del Segura (Baix Segura) 38° 04′ 09″ N, 0° 38′ 55″ O / 38.06909°N,0.64853°O                      | PL-1328   | {{ca\|Platja de Roquetes (Guardamar del Segura)}} · {{WLE-AD-ES\|PL-1328}} · {{Object location dec\|38.06909\|-0.64853\|region:ES-VC_type:landmark_dim:1000_source:cawiki}} · [[Categoria:Beaches of the province of Alicante]]                |
| Platja del Moncaio                                                     | Sorra, semiurbà                  | 2.000 x 50             | Guardamar del Segura (Baix Segura) 38° 03′ 30″ N, 0° 39′ 00″ O / 38.05835°N,0.65012°O                      | PL-1327   | {{ca\|Platja del Moncaio (Guardamar del Segura)}} · {{WLE-AD-ES\|PL-1327}} · {{Object location dec\|38.05835\|-0.65012\|region:ES-VC_type:landmark_dim:2000_source:cawiki}} · [[Categoria:Beaches of the province of Alicante]]                |
| Platja de les Ortigues                                                 | Sorra, aïllat                    | 1.200 x 50             | Guardamar del Segura (Baix Segura) 38° 02′ 38″ N, 0° 39′ 06″ O / 38.04400°N,0.65155°O                      | PL-1325   | {{ca\|Platja de les Ortigues (Guardamar del Segura)}} · {{WLE-AD-ES\|PL-1325}} · {{Object location dec\|38.04400\|-0.65155\|region:ES-VC_type:landmark_dim:1200_source:cawiki}} · [[Categoria:Beaches of the province of Alicante]]            |
| Platja de l'Eixidor o platja del Campo                                 | Sorra, aïllat                    | 700 x 40               | Guardamar del Segura (Baix Segura) 38° 01′ 59″ N, 0° 39′ 05″ O / 38.03295°N,0.65146°O                      | PL-1326   | {{ca\|Platja de l'Eixidor (Guardamar del Segura)}} · {{WLE-AD-ES\|PL-1326}} · {{Object location dec\|38.03295\|-0.65146\|region:ES-VC_type:landmark_dim:700_source:cawiki}} · [[Categoria:Beaches of the province of Alicante]]                |
| Platja de la Torre de la Mata                                          | Sorra, semiurbà                  | 700 x 30               | Torrevella (Baix Segura) 38° 01′ 38″ N, 0° 39′ 09″ O / 38.02727°N,0.65239°O                                | PL-1393   | {{ca\|Platja de la Torre de la Mata (Torrevella)}} · {{WLE-AD-ES\|PL-1393}} · {{Object location dec\|38.02727\|-0.65239\|region:ES-VC_type:landmark_dim:700_source:cawiki}} · [[Categoria:Beaches of the province of Alicante]]                |
| Platja de la Mata                                                      | Sorra, semiurbà                  | 2.500 x 30             | Torrevella (Baix Segura) 38° 00′ 56″ N, 0° 39′ 10″ O / 38.01543°N,0.65288°O                                | PL-1392   | {{ca\|Platja de la Mata (Torrevella)}} · {{WLE-AD-ES\|PL-1392}} · {{Object location dec\|38.01543\|-0.65288\|region:ES-VC_type:landmark_dim:2500_source:cawiki}} · [[Categoria:Playa Torrelamata]]                                             |
| Cala de Cap Cervera                                                    | Sorra, urbà                      | 50 x 10                | Torrevella (Baix Segura) 38° 00′ 20″ N, 0° 38′ 58″ O / 38.00542°N,0.64941°O                                | PL-1391   | {{ca\|Cala de Cap Cervera (Torrevella)}} · {{WLE-AD-ES\|PL-1391}} · {{Object location dec\|38.00542\|-0.64941\|region:ES-VC_type:landmark_dim:120_source:cawiki}} · [[Categoria:Beaches of the province of Alicante]]                          |
| Cala del Mojón                                                         | Roques i sorra, urbà             | 200 x 25               | Torrevella (Baix Segura) 37° 59′ 52″ N, 0° 39′ 09″ O / 37.99782°N,0.65258°O                                | PL-1390   | {{ca\|Cala del Mojón (Torrevella)}} · {{WLE-AD-ES\|PL-1390}} · {{Object location dec\|37.99782\|-0.65258\|region:ES-VC_type:landmark_dim:200_source:cawiki}} · [[Categoria:Beaches of the province of Alicante]]                               |
| Cala de la Zorra                                                       | Roques i sorra, semiurbà         | 50 x 10                | Torrevella (Baix Segura) 37° 59′ 38″ N, 0° 39′ 17″ O / 37.99385°N,0.65479°O                                | PL-1389   | {{ca\|Cala de la Zorra (Torrevella)}} · {{WLE-AD-ES\|PL-1389}} · {{Object location dec\|37.99385\|-0.65479\|region:ES-VC_type:landmark_dim:120_source:cawiki}} · [[Categoria:Beaches of the province of Alicante]]                             |
| Cala de la Higuera                                                     | Sorra, semiurbà                  | 50 x 10                | Torrevella (Baix Segura) 37° 59′ 29″ N, 0° 39′ 21″ O / 37.99142°N,0.65570°O                                | PL-1388   | {{ca\|Cala de la Higuera (Torrevella)}} · {{WLE-AD-ES\|PL-1388}} · {{Object location dec\|37.99142\|-0.65570\|region:ES-VC_type:landmark_dim:200_source:cawiki}} · [[Categoria:Cala de la Higuera]]                                            |
| Platja del Salaret o platja dels Bojos                                 | Sorra, urbà                      | 700 x 25               | Torrevella (Baix Segura) 37° 58′ 58″ N, 0° 39′ 40″ O / 37.98286°N,0.66103°O                                | PL-1387   | {{ca\|Platja del Salaret (Torrevella)}} · {{WLE-AD-ES\|PL-1387}} · {{Object location dec\|37.98286\|-0.66103\|region:ES-VC_type:landmark_dim:700_source:cawiki}} · [[Categoria:Beaches of the province of Alicante]]                           |
| Cala del Palangre                                                      | Roques i sorra, urbà             | 50 x 5                 | Torrevella (Baix Segura) 37° 58′ 49″ N, 0° 39′ 51″ O / 37.98038°N,0.66418°O                                | PL-1386   | {{ca\|Cala del Palangre (Torrevella)}} · {{WLE-AD-ES\|PL-1386}} · {{Object location dec\|37.98038\|-0.66418\|region:ES-VC_type:landmark_dim:90_source:cawiki}} · [[Categoria:Beaches of the province of Alicante]]                             |
| Platja del Cura                                                        | Sorra, urbà                      | 500 x 25               | Torrevella (Baix Segura) 37° 58′ 37″ N, 0° 40′ 12″ O / 37.97693°N,0.66997°O                                | PL-1385   | {{ca\|Platja del Cura (Torrevella)}} · {{WLE-AD-ES\|PL-1385}} · {{Object location dec\|37.97693\|-0.66997\|region:ES-VC_type:landmark_dim:500_source:cawiki}} · [[Categoria:Playa del Cura (Torrevieja)]]                                      |
| Platja del Acequión o del Cequión                                      | Sorra, urbà                      | 900 x 25               | Torrevella (Baix Segura) 37° 58′ 27″ N, 0° 41′ 29″ O / 37.97410°N,0.69148°O                                | PL-1384   | {{ca\|Platja del Acequión (Torrevella)}} · {{WLE-AD-ES\|PL-1384}} · {{Object location dec\|37.97410\|-0.69148\|region:ES-VC_type:landmark_dim:900_source:cawiki}} · [[Categoria:Playa del Acequión]]                                           |
| Platja de Ponent o platja dels Nàufrags                                | Sorra, semiurbà                  | 400 x 50               | Torrevella (Baix Segura) 37° 58′ 14″ N, 0° 41′ 44″ O / 37.97042°N,0.69545°O                                | PL-1383   | {{ca\|Platja de Ponent (Torrevella)}} · {{WLE-AD-ES\|PL-1383}} · {{Object location dec\|37.97042\|-0.69545\|region:ES-VC_type:landmark_dim:400_source:cawiki}} · [[Categoria:Beaches of the province of Alicante]]                             |
| Cala Ferrís                                                            | Sorra, aïllat                    | 200 x 20               | Torrevella (Baix Segura) 37° 57′ 07″ N, 0° 42′ 17″ O / 37.95203°N,0.70478°O                                | PL-1382   | {{ca\|Cala Ferrís (Torrevella)}} · {{WLE-AD-ES\|PL-1382}} · {{Object location dec\|37.95203\|-0.70478\|region:ES-VC_type:landmark_dim:200_source:cawiki}} · [[Categoria:Beaches of the province of Alicante]]                                  |
| Cala de las Piteras                                                    | Roques i sorra, semiurbà         | 100 x 15               | Torrevella (Baix Segura) 37° 56′ 45″ N, 0° 42′ 20″ O / 37.94591°N,0.70548°O                                | PL-1381   | {{ca\|Cala de las Piteras (Torrevella)}} · {{WLE-AD-ES\|PL-1381}} · {{Object location dec\|37.94591\|-0.70548\|region:ES-VC_type:landmark_dim:100_source:cawiki}} · [[Categoria:Beaches of the province of Alicante]]                          |
| Platja de Punta Prima                                                  | Sorra, semiurbà                  | 234 x 28               | Oriola (Baix Segura) 37° 56′ 29″ N, 0° 42′ 40″ O / 37.94151°N,0.71118°O                                    | PL-1356   | {{ca\|Platja de Punta Prima (Oriola)}} · {{WLE-AD-ES\|PL-1356}} · {{Object location dec\|37.94151\|-0.71118\|region:ES-VC_type:landmark_dim:240_source:cawiki}} · [[Categoria:Beaches of the province of Alicante]]                            |
| Cales de Cap Peñas                                                     | Sorra, aïllat                    | 502 x 21               | Oriola (Baix Segura) 37° 56′ 08″ N, 0° 43′ 06″ O / 37.935455°N,0.718366°O                                  | PL-1355   | {{ca\|Cales de Cap Peñas (Oriola)}} · {{WLE-AD-ES\|PL-1355}} · {{Object location dec\|37.935455\|-0.718366\|region:ES-VC_type:landmark_dim:500_source:cawiki}} · [[Categoria:Beaches of the province of Alicante]]                             |
| Cala Mosca                                                             | Sorra, urbà                      | 108 x 44               | Oriola Urb. Platja Flamenca (Baix Segura) 37° 55′ 56″ N, 0° 43′ 13″ O / 37.93227°N,0.72016°O               | PL-1354   | {{ca\|Cala Mosca (Oriola)}} · {{WLE-AD-ES\|PL-1354}} · {{Object location dec\|37.93227\|-0.72016\|region:ES-VC_type:landmark_dim:170_source:cawiki}} · [[Categoria:Beaches of the province of Alicante]]                                       |
| Cala Estaca                                                            | Sorra, urbà                      | 172 x 42               | Oriola Urb. Platja Flamenca (Baix Segura) 37° 55′ 47″ N, 0° 43′ 14″ O / 37.92959°N,0.72069°O               | PL-1353   | {{ca\|Cala Estaca (Oriola)}} · {{WLE-AD-ES\|PL-1353}} · {{Object location dec\|37.92959\|-0.72069\|region:ES-VC_type:landmark_dim:230_source:cawiki}} · [[Categoria:Beaches of the province of Alicante]]                                      |
| Cala Tancada                                                           | Sorra, urbà                      | 167 x 21               | Oriola Urb. la Sénia (Baix Segura) 37° 55′ 37″ N, 0° 43′ 17″ O / 37.92681°N,0.72147°O                      | PL-1352   | {{ca\|Cala Tancada (Oriola)}} · {{WLE-AD-ES\|PL-1352}} · {{Object location dec\|37.92681\|-0.72147\|region:ES-VC_type:landmark_dim:230_source:cawiki}} · [[Categoria:Beaches of the province of Alicante]]                                     |
| Cala Bosc                                                              | Sorra, urbà                      | 258 x 105              | Oriola Urb. la Sénia (Baix Segura) 37° 55′ 25″ N, 0° 43′ 20″ O / 37.9237°N,0.7222°O                        | PL-1351   | {{ca\|Cala Bosc (Oriola)}} · {{WLE-AD-ES\|PL-1351}} · {{Object location dec\|37.9237\|-0.7222\|region:ES-VC_type:landmark_dim:340_source:cawiki}} · [[Categoria:Beaches of the province of Alicante]]                                          |
| Cala Capità                                                            | Sorra, urbà                      | 152 x 46               | Oriola Urb. Cap Roig (Baix Segura) 37° 55′ 13″ N, 0° 43′ 18″ O / 37.92018°N,0.72172°O                      | PL-1350   | {{ca\|Cala Capità (Oriola)}} · {{WLE-AD-ES\|PL-1350}} · {{Object location dec\|37.92018\|-0.72172\|region:ES-VC_type:landmark_dim:300_source:cawiki}} · [[Categoria:Beaches of the province of Alicante]]                                      |
| La Caleta o platja de Cap Roig                                         | Sorra, urbà                      | 287 x 43               | Oriola Urb. Cap Roig (Baix Segura) 37° 54′ 49″ N, 0° 43′ 46″ O / 37.91357°N,0.72955°O                      | PL-1349   | {{ca\|La Caleta (Oriola)}} · {{WLE-AD-ES\|PL-1349}} · {{Object location dec\|37.91357\|-0.72955\|region:ES-VC_type:landmark_dim:330_source:cawiki}} · [[Categoria:Beaches of the province of Alicante]]                                        |
| Platja d'Aiguamarina                                                   | Sorra, urbà                      | 500 x 29               | Oriola Urb. Campoamor (Baix Segura) 37° 54′ 23″ N, 0° 44′ 35″ O / 37.90628°N,0.74297°O                     | PL-1348   | {{ca\|Platja d'Aiguamarina (Oriola)}} · {{WLE-AD-ES\|PL-1348}} · {{Object location dec\|37.90628\|-0.74297\|region:ES-VC_type:landmark_dim:500_source:cawiki}} · [[Categoria:Beaches of the province of Alicante]]                             |
| Platja de la Glea                                                      | Sorra, urbà                      | 513 x 70               | Oriola Urb. Campoamor (Baix Segura) 37° 54′ 11″ N, 0° 44′ 45″ O / 37.90298°N,0.74571°O                     | PL-1347   | {{ca\|Platja de la Glea (Oriola)}} · {{WLE-AD-ES\|PL-1347}} · {{Object location dec\|37.90298\|-0.74571\|region:ES-VC_type:landmark_dim:550_source:cawiki}} · [[Categoria:Beaches of the province of Alicante]]                                |
| Platja del Barranc de Rubio                                            | Sorra, urbà                      | 655 x 47               | Oriola Diez Picos (Baix Segura) 37° 53′ 47″ N, 0° 45′ 04″ O / 37.89648°N,0.75105°O                         | PL-1346   | {{ca\|Platja del Barranc de Rubio (Oriola)}} · {{WLE-AD-ES\|PL-1346}} · {{Object location dec\|37.89648\|-0.75105\|region:ES-VC_type:landmark_dim:655_source:cawiki}} · [[Categoria:Beaches of the province of Alicante]]                      |
| Platja de la Font de la Gota o platja de Vista Mar                     | Sorra, aïllat                    | 170 x 30               | Oriola Urb. Vista Mar (Baix Segura) 37° 53′ 22″ N, 0° 45′ 08″ O / 37.88952°N,0.75209°O                     | PL-1367   | {{ca\|Platja de la Font de la Gota (Oriola)}} · {{WLE-AD-ES\|PL-1367}} · {{Object location dec\|37.88952\|-0.75209\|region:ES-VC_type:landmark_dim:170_source:cawiki}} · [[Categoria:Beaches of the province of Alicante]]                     |
| Platja de Mil Palmeres                                                 | Sorra, urbà                      | 535 x 30               | Oriola i El Pilar de la Foradada (Baix Segura) 37° 53′ 09″ N, 0° 45′ 09″ O / 37.88595°N,0.75262°O          | PL-1366   | {{ca\|Platja de Mil Palmeres (Oriola i el Pilar de la Foradada)}} · {{WLE-AD-ES\|PL-1366}} · {{Object location dec\|37.88595\|-0.75262\|region:ES-VC_type:landmark_dim:700_source:cawiki}} · [[Categoria:Beaches of the province of Alicante]] |
| Platja del Riu Seco                                                    | Sorra, aïllat                    | 200 x 40               | El Pilar de la Foradada Urb. Mil Palmeres (Baix Segura) 37° 52′ 55″ N, 0° 45′ 14″ O / 37.88201°N,0.75380°O | PL-1365   | {{ca\|Platja del Riu Seco (el Pilar de la Foradada)}} · {{WLE-AD-ES\|PL-1365}} · {{Object location dec\|37.88201\|-0.75380\|region:ES-VC_type:landmark_dim:200_source:cawiki}} · [[Categoria:Beaches of the province of Alicante]]             |
| Platja del Riu                                                         | Sorra, urbà                      | 178 x 30               | El Pilar de la Foradada Urb. Riu Mar (Baix Segura) 37° 52′ 49″ N, 0° 45′ 13″ O / 37.88014°N,0.75360°O      | PL-200302 | {{ca\|Platja del Riu (el Pilar de la Foradada)}} · {{WLE-AD-ES\|PL-200302}} · {{Object location dec\|37.88014\|-0.75360\|region:ES-VC_type:landmark_dim:180_source:cawiki}} · [[Categoria:Beaches of the province of Alicante]]                |
| Cales de Rocamar                                                       | Sorra, aïllat                    | 269 x 10               | El Pilar de la Foradada Urb. Poble Llatí (Baix Segura) 37° 52′ 33″ N, 0° 45′ 15″ O / 37.87590°N,0.75411°O  | PL-1364   | {{ca\|Cales de Rocamar (el Pilar de la Foradada)}} · {{WLE-AD-ES\|PL-1364}} · {{Object location dec\|37.87590\|-0.75411\|region:ES-VC_type:landmark_dim:270_source:cawiki}} · [[Categoria:Beaches of the province of Alicante]]                |
| Cala Rodona                                                            | Sorra, urbà                      | 260 x 20               | El Pilar de la Foradada Urb. Poble Llatí (Baix Segura) 37° 52′ 24″ N, 0° 45′ 15″ O / 37.87345°N,0.75424°O  | PL-1363   | {{ca\|Cala Rodona (el Pilar de la Foradada)}} · {{WLE-AD-ES\|PL-1363}} · {{Object location dec\|37.87345\|-0.75424\|region:ES-VC_type:landmark_dim:260_source:cawiki}} · [[Categoria:Beaches of the province of Alicante]]                     |
| Platja dels Jesuïtes o Cala del Racó                                   | Sorra, urbà                      | 350 x 20               | El Pilar de la Foradada (Baix Segura) 37° 52′ 16″ N, 0° 45′ 21″ O / 37.87104°N,0.75594°O                   | PL-1362   | {{ca\|Platja dels Jesuïtes (el Pilar de la Foradada)}} · {{WLE-AD-ES\|PL-1362}} · {{Object location dec\|37.87104\|-0.75594\|region:ES-VC_type:landmark_dim:350_source:cawiki}} · [[Categoria:Beaches of the province of Alicante]]            |
| Platja del Conde                                                       | Sorra, urbà                      | 150 x 18               | El Pilar de la Foradada (Baix Segura) 37° 52′ 06″ N, 0° 45′ 23″ O / 37.86830°N,0.75625°O                   | PL-1361   | {{ca\|Platja del Conde (el Pilar de la Foradada)}} · {{WLE-AD-ES\|PL-1361}} · {{Object location dec\|37.86830\|-0.75625\|region:ES-VC_type:landmark_dim:200_source:cawiki}} · [[Categoria:Beaches of the province of Alicante]]                |
| Platja del Port o Cala del Carregador                                  | Sorra, urbà                      | 684 x 30               | El Pilar de la Foradada (Baix Segura) 37° 52′ 00″ N, 0° 45′ 37″ O / 37.86658°N,0.76041°O                   | PL-1360   | {{ca\|Platja del Port (el Pilar de la Foradada)}} · {{WLE-AD-ES\|PL-1360}} · {{Object location dec\|37.86658\|-0.76041\|region:ES-VC_type:landmark_dim:350_source:cawiki}} · [[Categoria:Beaches of the province of Alicante]]                 |
| Platja de Las Villas                                                   | Sorra, urbà                      | 435 x 30               | El Pilar de la Foradada Urb. Las Villas (Baix Segura) 37° 51′ 36″ N, 0° 45′ 45″ O / 37.85988°N,0.76254°O   | PL-1359   | {{ca\|Platja de Las Villas (el Pilar de la Foradada)}} · {{WLE-AD-ES\|PL-1359}} · {{Object location dec\|37.85988\|-0.76254\|region:ES-VC_type:landmark_dim:450_source:cawiki}} · [[Categoria:Beaches of the province of Alicante]]            |
| Platja de Las Higuericas                                               | Sorra, urbà                      | 966 x 35               | El Pilar de la Foradada (Baix Segura) 37° 51′ 11″ N, 0° 45′ 46″ O / 37.85311°N,0.76276°O                   | PL-1358   | {{ca\|Platja de Las Higuericas (el Pilar de la Foradada)}} · {{WLE-AD-ES\|PL-1358}} · {{Object location dec\|37.85311\|-0.76276\|region:ES-VC_type:landmark_dim:950_source:cawiki}} · [[Categoria:Beaches of the province of Alicante]]        |
| Platja d'El Mojón                                                      | Sorra, urbà                      | 270 x 5                | El Pilar de la Foradada Urb. El Mojón (Baix Segura) 37° 50′ 53″ N, 0° 45′ 44″ O / 37.848077°N,0.762190°O   | PL-1357   | {{ca\|Platja d'El Mojón (el Pilar de la Foradada)}} · {{WLE-AD-ES\|PL-1357}} · {{Object location dec\|37.848077\|-0.762190\|region:ES-VC_type:landmark_dim:270_source:cawiki}} · [[Categoria:Beaches of the province of Alicante]]             |